# صلاح حیسو
صلاح حیسو (عربی: صلاح حیسو؛ زادهٔ ۱۶ ژانویهٔ ۱۹۷۲) دونده دو استقامت اهل مراکش است.